# 小行星5564
小行星5564（英語：5564）是一颗围绕太阳公转的小行星。1991年11月9日，上田清二、金田宏在钏路市发现了此天体。
这颗小行星的绝对星等为133.6142714692436等。